# Sérotine de Botta
Eptesicus bottae
Espèce
Statut de conservation UICN

 LC  : Préoccupation mineure
La Sérotine de Botta (Eptesicus bottae) est une espèce de chauve-souris de la famille des Vespertilionidae.